# Монастир Святої Теклі (Маалюля)
Монасти́р Свято́ї Те́клі, рідше Монасти́р Свято́ї Те́кли (Mar Takla араб. دير مار تقلا) — жіночий монастир Антіохійської православної церкви в Маалюлі (Сирія) під керівництвом Патріарха Антіохійського. Був збудований у 1935 році навколо гроту Святої Теклі.

## Місцезнаходження
Монастир Святої Теклі розташований на північному сході від Дамаска на висоті 1600 метрів, під гірським районом Каламун. Місто Маалюля є ізольованим і природно захищеним, що значною мірою пояснює постійну прихильність місцевих жителів до християнства й арамейської мови. Монастир є головним місцем християнського паломництва в Сирії.
Назву "Маалюля", що арамейською мовою означає "вхід", місто отримало завдяки своєму положенню на початку вузького переходу між двома крутими пагорбами.

## Легенда про Святу Теклю
За легендою, Текля була дівчиною з багатої язичницької родини. У віці 18 років вона втекла з дому. Батько хотів одружити її з язичником, однак Текля бажала бути християнкою. Відповідно до найпоширенішої версії, римські солдати переслідували її аж до третього хребта гір Каламун. Коли Текля досягла околиць Маалюлі, її шлях загороджувала скеляста височина, проте після молитви бар'єр дивовижним чином розділився, дозволивши Теклі пройти до гроту й уникнути полону або навіть смерті. Там вона й провела решту свого життя.
Копаючи в гроті, Текля натрапила на природне джерело. Віряни переконані, що вода в ньому є священною та може лікувати параліч, ревматизм і безпліддя. Текля присвятила своє життя зціленню хворих та проповідуванню християнської віри. Померла у віці 90 років і була похована в гроті.

## Паломники
Репутація Теклі як святої цілительки привабила багатьох вірян відвідувати монастир. Тепер сім'ї паломників перебувають у гостьовому домі, приєднаному до монастиря. Однак раніше відвідувачі проводили другу половину дня й ніч у гроті, на світанку кланялись перед іконостасом і пили священну воду з джерела. Якщо з проханням приходила вагітна жінка, вона з'їдала пучок ґноту з масляної лампи в гроті. Ті, хто були занадто хворі, щоб прийти до Маалюлі особисто, давали відвідувачам написані молитви, аби вони поставили їх перед могилою Святої Теклі.
Шанування святих у Сирії є частим навіть серед мусульман. Попри поширення ісламу в регіоні, місцеві мешканці зберегли тверду віру в Святу Теклю, що дозволило монастиреві вижити та процвітати. Багатьом молитвам, запропонованим Святій Теклі у ґроті, передують уривки з Корану. Як повідомляється, бездітним мусульманським жінкам часто вдавалося завагітніти завдяки її заступництву. Деякі з цих пар навіть проводили хрещення своєї довгоочікуваної дитини на знак поваги до святої.

## Діяльність
Монастир Святої Теклі безпосередньо залежить від Антіохійського патріархату, і ним керує старша мати (настоятелька), тепер Пелагія Сайяф. У монастирі живуть семеро монахинь і старша мати. Як і в більшості православних монастирів, їхнє повсякденне життя полягає головним чином у виконанні молитовних обов'язків. Кожна монахиня виконує молитви сама щоранку, а три дні на тиждень виділяються на спільні молитви. Оскільки жіночий монастир Святої Фекли є святинею для людей із регіону Каламун та християн на Близькому Сході, черниці завжди готові приймати відвідувачів і вести їх по монастирю. Парафіяльні заходи постійні в монастирі, особливо літургії в неділю та свята. Монахині поділяють завдання з прибирання будівель монастиря, однак за традицією право на особливу турботу про церкву Святої Фекли належить найстаршій черниці.
Окрім цих обов'язків, монахині практикують ручні ремесла, такі як шиття та вишивання, виготовлення розаріїв та прикрашання ікон перлами. З моменту призначення Пелагії Сайяф настоятелькою черниці також керують невеликим сиротинцем. Монахині черпають усі свої щоденні потреби з міста Маалюля; вони рідко залишають монастир, за винятком нагляду за сільськогосподарськими роботами на прилеглих полях або нечастих поїздок до Дамаска за товарами, які місцево недоступні. Під час таких візитів черниці можуть скористатися можливістю відвідати Патріархат.

## Історія
Регіон Каламун став християнським у четвертому столітті, періоді заснування перших монастирів: справді, християнські рукописи цього періоду збереглися ченцями Маалюлі. Після свого приходу в сьомому столітті іслам повільно проникав у область Каламун, поступово утверджуючись у першому хребті гір та навколишніх рівнинах, перш ніж поширився на другий хребет у ІХ столітті. Однак завзятий християнський опір зупинив проникнення ісламу в третій хребет до XVI-XVII ст.
Монастир Святої Теклі та костел Івана Хрестителя були відновлені в 1756 році, згідно з літописом Магомеда аль-Бурайка. Російський консул Успенський записав чотирьох ченців у монастирі Святої Теклі в 1840 році.
У 1906 році в гроті була збудована церква над рештками старовинного храму невідомої дати. Будівництво монастиря було розпочато в 1935 році, а другий поверх було прибудовано в 1959 році.

## Монастир сьогодні
На першому поверсі монастиря Святої Теклі є приймальня, трапезна та демонстраційні зали для продажу релігійних артефактів; другий поверх повністю зайнятий кімнатами черниць. Прямо під будівлею розташована кухня, зокрема піч для приготування хліба; над нею ще одна будівля, що датується 1888 роком і була нещодавно відновлена як патріархальна резиденція. Будинок для туристів та відвідувачів був побудований у 1934 році. З вершини головного будинку монастиря можна потрапити безпосередньо до святині Теклі, скелі-ґроту, що сягає найдавніших християнських століть. Ґрот ділиться на священне джерело та дві невеликі церкви, які нещодавно були модернізовані.

## Ікони
Ікони знаходяться в іконостасі церкви Святого Івана Хрестителя, гроті та крилі настоятельки. За винятком кількох сучасних ікон ХХ століття, вони датуються від середини вісімнадцятого до кінця ХІХ сторіччя.

### Ікони вісімнадцятого століття
Три приклади творчості патріарха Сильвестроса виставлені в церкві Святого Івана Хрестителя:
- Перша ікона представляє Христа, який благословляє правою рукою та тримає Євангеліє на колінах лівою. Святий Іван Хреститель стоїть ліворуч, схиляючись до Христа і благословляючи правою рукою, а ліва складена на відкритому документі арабською мовою: "Оце Агнець Божий, що на Себе гріх світу бере!"
- На другій іконі зображено Діву Марію. Дитятко на лівій руці, схиляючись до матері, дивиться на глядача. Праворуч від пари стоїть Свята Текля, яка несе у правій руці декоративний металевий хрест і лівою робить знак миру.
- Третя ікона представляє Благовіщення: Архангел Гавриїл пропонує троянду Марії, яка тягнеться до неї.

Ґрот містить дві ікони:
- Перша ікона показує Воскресіння; Христос, перетворений у світлі, благословляє правою рукою, а лівою несе прапор. Праворуч сидить ангел, а ліворуч жінки, що несуть парфуми; внизу — троє охоронців у різних положеннях. За сценою знаходиться місто та навколишні сади, перше світло ранку сходить на них.
- На другій іконі зображено Різдво Пресвятої Богородиці, де немовля-Марія підноситься на руку ангела, щоб бути коронованою та прийняти Святого Духа.

Крило настоятельки монастиря містить ще кілька ікон. Одна ікона представляє архангела Михаїла, інша — Мойсея Мурина. На третій іконі зображений Святий Ілля, що сидить біля дверей своєї печери, а ворони приносять йому їжу.
У вівтарі монастирської церкви міститься ікона, на якій зображені двоє святих, ймовірно, святі Косма і Даміан.

### Ікони дев'ятнадцятого століття
Ікони ХІХ сторіччя також знаходяться в церкві монастиря. Основна група, що знаходиться у верхньому ярусі іконостасу, представляє Різдво Богородиці, Очищення, Успіння, Хрещення Христа, Преображення Господнє, Зняття з хреста, Воскресіння та П'ятдесятницю. Окремо є три великі ікони, намальовані на тканині. Перша ікона з тканини показує Святу Феклу, а дві інші — асортимент біблійних та агіографічних сцен.
Дерев'яний хрест у церкві монастиря зображує Розп'ятого Господа в центрі в оточенні Богородиці, Святого Івана Богослова та символів чотирьох євангелістів. Поруч — ікона святих Сергія та Вакха на коні у військовій формі.
Остання група ікон належить до єрусалимської школи, відомої своїм злиттям традиційних східних іконографій та європейських стилів живопису. Серед них — чотири ікони, які створив найбільший представник школи, Михаїл Мганна аль-Кудсі.